# Saison 2020-2021 des Timberwolves du Minnesota
La saison 2020-2021 des Timberwolves du Minnesota est la 32e saison de la franchise en National Basketball Association (NBA).
Durant l'intersiason, la franchise possède le premier choix de la draft 2020 et choisit Anthony Edwards. Au cours de la période de signature des agents libres, ils signent Ricky Rubio, qui avait vécu ses premières saisons avec la franchise des Timberwolves. Ils prennent également le pari de signer sur quatre années, Malik Beasley, acquis lors d'un transfert lors de la fin de saison dernière.
Néanmoins, le début de saison est mauvais pour les Wolves, avec la perte de leur pivot titulaire, Karl-Anthony Towns, en raison du Covid-19, et une série de plusieurs défaites. À la fin du mois de février, l'entraîneur Ryan Saunders est remplacé par Chris Finch à la tête de l'équipe, en raison des mauvais résultats de la franchise,.
Au cours de la saison, le propriétaire de l'équipe, Glen Taylor, reçoit des propositions de rachat d'équipe et finalise une affaire avec Alex Rodriguez, ancien joueur de baseball, et Marc Lore, pour un rachat en 2023,,.
Le 22 avril 2021, la franchise est officiellement hors-course pour une qualification en playoffs. À l'issue de la saison, Anthony Edwards termine deuxième au classement du trophée de NBA Rookie of the Year, remporté par LaMelo Ball.

## Draft
| Tour | Choix | Joueur             | Poste | Nationalité | Provenance                  |
| ---- | ----- | ------------------ | ----- | ----------- | --------------------------- |
| 1    | 1     | Anthony Edwards    | SG    | États-Unis  | Bulldogs de la Géorgie      |
| 1    | 17    | Aleksej Pokuševski | SF/PF | Serbie      | Olympiakós                  |
| 2    | 33    | Daniel Oturu       | C     | États-Unis  | Golden Gophers du Minnesota |

## Matchs

### Pré-saison
| Pré-saison Total: 1-2 (Domicile : 0-2; Extérieur : 1-0) |

| Match | Date match  | Équipe   | Score          | Meilleur marqueur       | Meilleur rebondeur     | Meilleur passeur       | Lieux                    | Série |
| ----- | ----------- | -------- | -------------- | ----------------------- | ---------------------- | ---------------------- | ------------------------ | ----- |
| 1     | 12 décembre | Memphis  | D 105-107      | Jaylen Nowell (22)      | Karl-Anthony Towns (8) | Beasley, Russell (3)   | Target Center            | 0 - 1 |
| 2     | 14 décembre | Memphis  | D 104-123      | D'Angelo Russell (19)   | Karl-Anthony Towns (9) | Karl-Anthony Towns (5) | Target Center            | 0 - 2 |
| 3     | 17 décembre | @ Dallas | V 129-127 (OT) | Karl-Anthony Towns (20) | Malik Beasley (11)     | Culver, Rubio (4)      | American Airlines Center | 1 - 2 |

### Saison régulière
| Saison régulière Total: 23-49 (Domicile : 13-23; Extérieur : 10-26) |

| Match | Date match  | Équipe          | Score     | Meilleur marqueur     | Meilleur rebondeur      | Meilleur passeur       | Lieux                   | Série |
| ----- | ----------- | --------------- | --------- | --------------------- | ----------------------- | ---------------------- | ----------------------- | ----- |
| 1     | 23 décembre | Détroit         | V 111-101 | Malik Beasley (23)    | Karl-Anthony Towns (11) | Karl-Anthony Towns (7) | Target Center           | 1 - 0 |
| 2     | 26 décembre | @ Utah          | V 116-111 | D'Angelo Russell (25) | Karl-Anthony Towns (12) | Rubio, Russell (6)     | Vivint Smart Home Arena | 2 - 0 |
| 3     | 27 décembre | @ L.A. Lakers   | D 91-127  | Anthony Edwards (15)  | Davis, Vanderbilt (7)   | Jarred Vanderbilt (6)  | Staples Center          | 2 - 1 |
| 4     | 29 décembre | @ L.A. Clippers | D 101-124 | D'Angelo Russell (22) | Jarrett Culver (10)     | Jordan McLaughlin (9)  | Staples Center          | 2 - 2 |

| Match                                                                                      | Date match  | Équipe              | Score          | Meilleur marqueur     | Meilleur rebondeur          | Meilleur passeur      | Lieux            | Série  |
| ------------------------------------------------------------------------------------------ | ----------- | ------------------- | -------------- | --------------------- | --------------------------- | --------------------- | ---------------- | ------ |
| 5                                                                                          | 1er janvier | Washington          | D 109-130      | Malik Beasley (21)    | Ed Davis (10)               | Ricky Rubio (5)       | Target Center    | 2 - 3  |
| 6                                                                                          | 3 janvier   | Denver              | D 109-124      | Malik Beasley (25)    | Ed Davis (8)                | D'Angelo Russell (7)  | Target Center    | 2 - 4  |
| 7                                                                                          | 5 janvier   | @ Denver            | D 116-123      | D'Angelo Russell (33) | Juan Hernangómez (8)        | D'Angelo Russell (11) | Ball Arena       | 2 - 5  |
| 8                                                                                          | 7 janvier   | @ Portland          | D 117-135      | D'Angelo Russell (26) | Jarred Vanderbilt (10)      | Ricky Rubio (10)      | Moda Center      | 2 - 6  |
| 9                                                                                          | 9 janvier   | San Antonio         | D 122-125 (OT) | Malik Beasley (29)    | Karl-Anthony Towns (13)     | Ricky Rubio (8)       | Target Center    | 2 - 7  |
| 10                                                                                         | 10 janvier  | San Antonio         | V 96-88        | D'Angelo Russell (27) | Hernangómez, Vanderbilt (8) | Ricky Rubio (6)       | Target Center    | 3 - 7  |
| 11                                                                                         | 13 janvier  | Memphis             | D 107-118      | Malik Beasley (28)    | Karl-Anthony Towns (14)     | D'Angelo Russell (8)  | Target Center    | 3 - 8  |
| -                                                                                          | 15 janvier  | Memphis             | Reporté*       | Reporté*              | Reporté*                    | Reporté*              | Target Center    | -      |
| 12                                                                                         | 18 janvier  | @ Atlanta           | D 97-108       | D'Angelo Russell (31) | Jarred Vanderbilt (8)       | D'Angelo Russell (7)  | State Farm Arena | 3 - 9  |
| 13                                                                                         | 20 janvier  | Orlando             | D 96-97        | D'Angelo Russell (19) | Jaden McDaniels (8)         | Jordan McLaughlin (7) | Target Center    | 3 - 10 |
| 14                                                                                         | 22 janvier  | Atlanta             | D 98-116       | Malik Beasley (17)    | Naz Reid (8)                | McLaughlin, Rubio (5) | Target Center    | 3 - 11 |
| 15                                                                                         | 23 janvier  | La Nouvelle-Orléans | V 120-110      | Naz Reid (20)         | Jarred Vanderbilt (11)      | Ricky Rubio (7)       | Target Center    | 4 - 11 |
| 16                                                                                         | 25 janvier  | @ Golden State      | D 108-130      | Malik Beasley (30)    | Naz Reid (10)               | Ricky Rubio (11)      | Chase Center     | 4 - 12 |
| 17                                                                                         | 27 janvier  | @ Golden State      | D 111-123      | Beasley, Edwards (25) | Reid, Vanderbilt (7)        | McLaughlin, Rubio (5) | Chase Center     | 4 - 13 |
| 18                                                                                         | 29 janvier  | Philadelphie        | D 94-118       | Malik Beasley (22)    | Ed Davis (8)                | Rubio, Russell (4)    | Target Center    | 4 - 14 |
| 19                                                                                         | 31 janvier  | Cleveland           | V 109-104      | Beasley, Edwards (23) | Jarred Vanderbilt (8)       | Ricky Rubio (8)       | Target Center    | 5 - 14 |
| * Le match a été reporté à la suite du protocole sanitaire de la ligue contre la covid-19. |             |                     |                |                       |                             |                       |                  |        |

| Match | Date match  | Équipe          | Score          | Meilleur marqueur       | Meilleur rebondeur      | Meilleur passeur        | Lieux                      | Série  |
| ----- | ----------- | --------------- | -------------- | ----------------------- | ----------------------- | ----------------------- | -------------------------- | ------ |
| 20    | 1er février | @ Cleveland     | D 98-100       | D'Angelo Russell (18)   | Jarred Vanderbilt (9)   | Trois joueurs (4)       | Rocket Mortgage FieldHouse | 5 - 15 |
| 21    | 3 février   | @ San Antonio   | D 108-111      | Malik Beasley (29)      | Reid, Vanderbilt (11)   | Ricky Rubio (7)         | AT&T Center                | 5 - 16 |
| 22    | 5 février   | @ Oklahoma City | V 106-103      | Malik Beasley (24)      | Reid, Vanderbilt (9)    | Ricky Rubio (8)         | Chesapeake Energy Arena    | 6 - 16 |
| 23    | 6 février   | @ Oklahoma City | D 118-120      | Naz Reid (29)           | Anthony Edwards (8)     | McLaughlin, Rubio (6)   | Chesapeake Energy Arena    | 6 - 17 |
| 24    | 8 février   | @ Dallas        | D 122-127      | Malik Beasley (30)      | Malik Beasley (9)       | Ricky Rubio (7)         | American Airlines Center   | 6 - 18 |
| 25    | 10 février  | L.A. Clippers   | D 112-119      | Naz Reid (23)           | Karl-Anthony Towns (10) | Ricky Rubio (10)        | Target Center              | 6 - 19 |
| 26    | 12 février  | @ Charlotte     | D 114-120      | Malik Beasley (31)      | Karl-Anthony Towns (8)  | Ricky Rubio (9)         | Spectrum Center            | 6 - 20 |
| 27    | 14 février  | @ Toronto       | V 116-112      | Beasley, Towns (20)     | Karl-Anthony Towns (11) | Malik Beasley (6)       | Amalie Arena               | 7 - 20 |
| 28    | 16 février  | L.A. Lakers     | D 104-112      | Anthony Edwards (28)    | Jarred Vanderbilt (13)  | Ricky Rubio (8)         | Target Center              | 7 - 21 |
| 29    | 17 février  | Indiana         | D 128-134 (OT) | Malik Beasley (31)      | Karl-Anthony Towns (10) | Ricky Rubio (13)        | Target Center              | 7 - 22 |
| 30    | 19 février  | Toronto         | D 81-86        | Karl-Anthony Towns (19) | Karl-Anthony Towns (13) | Jordan McLaughlin (7)   | Target Center              | 7 - 23 |
| 31    | 21 février  | @ New York      | D 99-103       | Karl-Anthony Towns (27) | Karl-Anthony Towns (15) | McLaughlin, Rubio (6)   | Madison Square Garden      | 7 - 24 |
| 32    | 23 février  | @ Milwaukee     | D 112-139      | Karl-Anthony Towns (26) | Karl-Anthony Towns (8)  | Karl-Anthony Towns (11) | Fiserv Forum               | 7 - 25 |
| 33    | 24 février  | @ Chicago       | D 126-133 (OT) | Malik Beasley (25)      | Anthony Edwards (9)     | Ricky Rubio (10)        | United Center              | 7 - 26 |
| 34    | 27 février  | @ Washington    | D 112-128      | Karl-Anthony Towns (23) | Jarred Vanderbilt (12)  | Karl-Anthony Towns (5)  | Capital One Arena          | 7 - 27 |
| 35    | 28 février  | Phoenix         | D 99-118       | Anthony Edwards (24)    | Karl-Anthony Towns (10) | Ricky Rubio (6)         | Target Center              | 7 - 28 |

| Match                  | Date match | Équipe                | Score     | Meilleur marqueur       | Meilleur rebondeur      | Meilleur passeur       | Lieux                | Série   |
| ---------------------- | ---------- | --------------------- | --------- | ----------------------- | ----------------------- | ---------------------- | -------------------- | ------- |
| 36                     | 3 mars     | Charlotte             | D 102-135 | Ricky Rubio (20)        | Karl-Anthony Towns (15) | Ricky Rubio (9)        | Target Center        | 7 - 29  |
| NBA All-Star Game 2021 |            |                       |           |                         |                         |                        |                      |         |
| 37                     | 11 mars    | @ La Nouvelle-Orléans | V 135-105 | Jaylen Nowell (28)      | Karl-Anthony Towns (7)  | Ricky Rubio (8)        | Smoothie King Center | 8 - 29  |
| 38                     | 13 mars    | Portland              | D 121-125 | Karl-Anthony Towns (34) | Karl-Anthony Towns (10) | Ricky Rubio (8)        | Target Center        | 8 - 30  |
| 39                     | 14 mars    | Portland              | V 114-112 | Anthony Edwards (34)    | Jarred Vanderbilt (9)   | Karl-Anthony Towns (8) | Target Center        | 9 - 30  |
| 40                     | 16 mars    | @ L.A. Lakers         | D 121-137 | Edwards, Towns (29)     | Karl-Anthony Towns (6)  | Ricky Rubio (12)       | Staples Center       | 9 - 31  |
| 41                     | 18 mars    | @ Phoenix             | V 123-119 | Anthony Edwards (42)    | Karl-Anthony Towns (10) | Karl-Anthony Towns (8) | PHX Arena            | 10 - 31 |
| 42                     | 19 mars    | @ Phoenix             | D 101-113 | Karl-Anthony Towns (24) | Anthony Edwards (10)    | Ricky Rubio (10)       | PHX Arena            | 10 - 32 |
| 43                     | 22 mars    | Oklahoma City         | D 103-112 | Karl-Anthony Towns (33) | Karl-Anthony Towns (10) | Ricky Rubio (11)       | Target Center        | 10 - 33 |
| 44                     | 24 mars    | Dallas                | D 108-128 | Anthony Edwards (29)    | Naz Reid (6)            | Ricky Rubio (7)        | Target Center        | 10 - 34 |
| 45                     | 26 mars    | Houston               | V 107-101 | Karl-Anthony Towns (29) | Karl-Anthony Towns (16) | Rubio, Towns (8)       | Target Center        | 11 - 34 |
| 46                     | 27 mars    | Houston               | D 107-129 | Edwards, Towns (27)     | Karl-Anthony Towns (15) | Ricky Rubio (10)       | Target Center        | 11 - 35 |
| 47                     | 29 mars    | @ Brooklyn            | D 107-112 | Karl-Anthony Towns (31) | Karl-Anthony Towns (12) | Rubio, Towns (5)       | Barclays Center      | 11 - 36 |
| 48                     | 31 mars    | New York              | V 102-101 | Anthony Edwards (24)    | Karl-Anthony Towns (17) | Ricky Rubio (7)        | Target Center        | 12 - 36 |

| Match | Date match | Équipe          | Score          | Meilleur marqueur       | Meilleur rebondeur      | Meilleur passeur      | Lieux                   | Série   |
| ----- | ---------- | --------------- | -------------- | ----------------------- | ----------------------- | --------------------- | ----------------------- | ------- |
| 49    | 2 avril    | @ Memphis       | D 108-120      | Karl-Anthony Towns (30) | Karl-Anthony Towns (16) | Anthony Edwards (6)   | FedExForum              | 12 - 37 |
| 50    | 3 avril    | @ Philadelphie  | D 113-122      | Karl-Anthony Towns (39) | Karl-Anthony Towns (14) | Jordan McLaughlin (9) | Wells Fargo Center      | 12 - 38 |
| 51    | 5 avril    | Sacramento      | V 116-106      | D'Angelo Russell (25)   | Karl-Anthony Towns (13) | Trois joueurs (5)     | Target Center           | 13 - 38 |
| 52    | 7 avril    | @ Indiana       | D 137-141      | Karl-Anthony Towns (32) | Karl-Anthony Towns (12) | Ricky Rubio (7)       | Bankers Life Fieldhouse | 13 - 39 |
| 53    | 9 avril    | @ Boston        | D 136-145 (OT) | Karl-Anthony Towns (30) | Karl-Anthony Towns (12) | D'Angelo Russell (8)  | TD Garden               | 13 - 40 |
| 54    | 11 avril   | Chicago         | V 121-117      | Karl-Anthony Towns (27) | Karl-Anthony Towns (12) | Ricky Rubio (9)       | Target Center           | 14 - 40 |
| 55    | 13 avril   | Brooklyn        | D 97-127       | Anthony Edwards (27)    | Ed Davis (10)           | Jarred Vanderbilt (3) | Target Center           | 14 - 41 |
| 56    | 14 avril   | Milwaukee       | D 105-130      | Anthony Edwards (24)    | Naz Reid (15)           | D'Angelo Russell (6)  | Target Center           | 14 - 42 |
| 57    | 16 avril   | Miami           | V 119-111      | Karl-Anthony Towns (24) | Jarred Vanderbilt (14)  | Trois joueurs (5)     | Target Center           | 15 - 42 |
| 58    | 18 avril   | @ L.A. Clippers | D 105-124      | Anthony Edwards (23)    | Naz Reid (7)            | Trois joueurs (5)     | Staples Center          | 15 - 43 |
| 59    | 20 avril   | @ Sacramento    | V 134-120      | Anthony Edwards (28)    | Karl-Anthony Towns (18) | Ricky Rubio (11)      | Golden 1 Center         | 16 - 43 |
| 60    | 21 avril   | @ Sacramento    | D 125-128      | Karl-Anthony Towns (26) | Naz Reid (7)            | D'Angelo Russell (9)  | Golden 1 Center         | 16 - 44 |
| 61    | 24 avril   | @ Utah          | V 101-96       | Karl-Anthony Towns (24) | Karl-Anthony Towns (12) | Anthony Edwards (4)   | Vivint Smart Home Arena | 17 - 44 |
| 62    | 26 avril   | Utah            | V 105-104      | D'Angelo Russell (27)   | Karl-Anthony Towns (11) | D'Angelo Russell (12) | Target Center           | 18 - 44 |
| 63    | 27 avril   | @ Houston       | V 114-107      | Karl-Anthony Towns (31) | Anthony Edwards (9)     | D'Angelo Russell (7)  | Toyota Center           | 19 - 44 |
| 64    | 29 avril   | Golden State    | V 126-114      | Ricky Rubio (26)        | Karl-Anthony Towns (11) | D'Angelo Russell (8)  | Target Center           | 20 - 44 |

| Match | Date match | Équipe              | Score          | Meilleur marqueur       | Meilleur rebondeur      | Meilleur passeur      | Lieux                   | Série   |
| ----- | ---------- | ------------------- | -------------- | ----------------------- | ----------------------- | --------------------- | ----------------------- | ------- |
| 65    | 1er mai    | La Nouvelle-Orléans | D 136-140 (OT) | Anthony Edwards (29)    | Karl-Anthony Towns (14) | D'Angelo Russell (11) | Target Center           | 20 - 45 |
| 66    | 5 mai      | Memphis             | D 135-139      | Anthony Edwards (42)    | Naz Reid (7)            | D'Angelo Russell (14) | Target Center           | 20 - 46 |
| 67    | 7 mai      | @ Miami             | D 112-121      | Karl-Anthony Towns (27) | Jarred Vanderbilt (11)  | Ricky Rubio (9)       | American Airlines Arena | 20 - 47 |
| 68    | 9 mai      | @ Orlando           | V 128-96       | Russell, Towns (27)     | Anthony Edwards (10)    | D'Angelo Russell (8)  | Amway Center            | 21 - 47 |
| 69    | 11 mai     | @ Détroit           | V 119-100      | Karl-Anthony Towns (28) | Towns, Vanderbilt (8)   | D'Angelo Russell (10) | Little Caesars Arena    | 22 - 47 |
| 70    | 13 mai     | Denver              | D 103-114      | Anthony Edwards (29)    | Karl-Anthony Towns (11) | Edwards, Rubio (5)    | Target Center           | 22 - 48 |
| 71    | 15 mai     | Boston              | D 108-124      | Karl-Anthony Towns (24) | Karl-Anthony Towns (14) | Edwards, Russell (6)  | Target Center           | 22 - 49 |
| 72    | 16 mai     | Dallas              | V 136-121      | Anthony Edwards (30)    | Jarred Vanderbilt (12)  | D'Angelo Russell (10) | Target Center           | 23 - 49 |

### Confrontations en saison régulière
| Conférence Est      | Conférence Est                              | Conférence Est                              | Conférence Ouest                            | Conférence Ouest                            | Conférence Ouest                            | Conférence Ouest                            | Conférence Ouest                            |
| Division Atlantique | Division Atlantique                         | Division Atlantique                         | Division Nord-Ouest                         | Division Nord-Ouest                         | Division Nord-Ouest                         | Division Nord-Ouest                         | Division Nord-Ouest                         |
| Équipe              | Domicile                                    | Extérieur                                   | Équipe                                      | Domicile                                    | Domicile                                    | Extérieur                                   | Extérieur                                   |
| ------------------- | ------------------------------------------- | ------------------------------------------- | ------------------------------------------- | ------------------------------------------- | ------------------------------------------- | ------------------------------------------- | ------------------------------------------- |
| Boston              | 108-124                                     | 136-145 (OT)                                | Denver                                      | 109-124                                     | 103-114                                     | 116-123                                     |                                             |
| Brooklyn            | 97-127                                      | 107-112                                     |                                             |                                             |                                             |                                             |                                             |
| New York            | 102-101                                     | 99-103                                      | Oklahoma City                               | 103-112                                     |                                             | 106-103                                     | 118-120                                     |
| Philadelphie        | 94-118                                      | 113-122                                     | Portland                                    | 121-125                                     | 114-112                                     | 117-135                                     |                                             |
| Toronto             | 81-86                                       | 116-112                                     | Utah                                        | 105-104                                     |                                             | 116-111                                     | 101-96                                      |
|                     | 1-4                                         | 1-4                                         |                                             | 2-4                                         | 2-4                                         | 3-3                                         | 3-3                                         |
| Division            | 2-8                                         | 2-8                                         | Division                                    | 5-7                                         | 5-7                                         | 5-7                                         | 5-7                                         |
| Division Centrale   | Division Centrale                           | Division Centrale                           | Division Pacifique                          | Division Pacifique                          | Division Pacifique                          | Division Pacifique                          | Division Pacifique                          |
| Équipe              | Domicile                                    | Extérieur                                   | Équipe                                      | Domicile                                    | Domicile                                    | Extérieur                                   | Extérieur                                   |
| Chicago             | 121-117                                     | 126-133 (OT)                                | Golden State                                | 126-114                                     |                                             | 108-130                                     | 111-123                                     |
| Cleveland           | 109-104                                     | 98-100                                      | L.A. Clippers                               | 112-119                                     |                                             | 101-124                                     | 105-124                                     |
| Detroit             | 111-101                                     | 119-100                                     | L.A. Lakers                                 | 104-112                                     |                                             | 91-127                                      | 121-137                                     |
| Indiana             | 128-134 (OT)                                | 137-141                                     | Phoenix                                     | 99-118                                      |                                             | 123-119                                     | 101-113                                     |
| Milwaukee           | 105-130                                     | 112-139                                     | Sacramento                                  | 116-106                                     |                                             | 134-120                                     | 125-128                                     |
|                     | 3-2                                         | 1-4                                         |                                             | 2-3                                         | 2-3                                         | 2-8                                         | 2-8                                         |
| Division            | 4-6                                         | 4-6                                         | Division                                    | 4-11                                        | 4-11                                        | 4-11                                        | 4-11                                        |
| Division Sud-Est    | Division Sud-Est                            | Division Sud-Est                            | Division Sud-Ouest                          | Division Sud-Ouest                          | Division Sud-Ouest                          | Division Sud-Ouest                          | Division Sud-Ouest                          |
| Équipe              | Domicile                                    | Extérieur                                   | Équipe                                      | Domicile                                    | Domicile                                    | Extérieur                                   | Extérieur                                   |
| Atlanta             | 98-116                                      | 97-108                                      | Dallas                                      | 108-128                                     | 136-121                                     | 122-127                                     |                                             |
| Charlotte           | 102-135                                     | 114-120                                     | Houston                                     | 107-101                                     | 107-129                                     | 114-107                                     |                                             |
| Miami               | 119-111                                     | 112-121                                     | Memphis                                     | 107-118                                     | 135-139                                     | 108-120                                     |                                             |
| Orlando             | 96-97                                       | 128-96                                      | New Orleans                                 | 120-110                                     | 136-140 (OT)                                | 135-105                                     |                                             |
| Washington          | 109-130                                     | 112-128                                     | San Antonio                                 | 122-125 (OT)                                | 96-88                                       | 108-111                                     |                                             |
|                     | 1-4                                         | 1-4                                         |                                             | 4-6                                         | 4-6                                         | 2-3                                         | 2-3                                         |
| Division            | 2-8                                         | 2-8                                         | Division                                    | 6-9                                         | 6-9                                         | 6-9                                         | 6-9                                         |
| Conférence          | 8-22 (Domicile : 5-10; Extérieur : 3-12)    | 8-22 (Domicile : 5-10; Extérieur : 3-12)    | Conférence                                  | 15-27 (Domicile : 8-13; Extérieur : 7-14)   | 15-27 (Domicile : 8-13; Extérieur : 7-14)   | 15-27 (Domicile : 8-13; Extérieur : 7-14)   | 15-27 (Domicile : 8-13; Extérieur : 7-14)   |
| Total               | 23-49 (Domicile : 13-23; Extérieur : 10-26) | 23-49 (Domicile : 13-23; Extérieur : 10-26) | 23-49 (Domicile : 13-23; Extérieur : 10-26) | 23-49 (Domicile : 13-23; Extérieur : 10-26) | 23-49 (Domicile : 13-23; Extérieur : 10-26) | 23-49 (Domicile : 13-23; Extérieur : 10-26) | 23-49 (Domicile : 13-23; Extérieur : 10-26) |

## Classements
| Conférence Ouest | Conférence Ouest                    | Conférence Ouest | Conférence Ouest | Conférence Ouest | Conférence Ouest | Conférence Ouest | Conférence Ouest |
| No               | Franchise                           | Vic.             | Def.             | MJ               | V/D              | GB               |                  |
| ---------------- | ----------------------------------- | ---------------- | ---------------- | ---------------- | ---------------- | ---------------- | ---------------- |
| 1                | z - Jazz de l'Utah*                 | 52               | 20               | 72               | .722             | –                |                  |
| 2                | y - Suns de Phoenix*                | 51               | 21               | 72               | .708             | 1                |                  |
| 3                | x - Nuggets de Denver               | 47               | 25               | 72               | .653             | 5                |                  |
| 4                | x - Clippers de Los Angeles         | 47               | 25               | 72               | .653             | 5                |                  |
| 5                | y - Mavericks de Dallas*            | 42               | 30               | 72               | .583             | 10               |                  |
| 6                | x - Trail Blazers de Portland       | 42               | 30               | 72               | .583             | 10               |                  |
|                  |                                     |                  |                  |                  |                  |                  |                  |
| 7                | x - Lakers de Los Angeles           | 42               | 30               | 72               | .583             | 10               |                  |
| 8                | x - Grizzlies de Memphis            | 38               | 34               | 72               | .528             | 14               |                  |
| 9                | o - Warriors de Golden State        | 39               | 33               | 72               | .542             | 13               |                  |
| 10               | o - Spurs de San Antonio            | 33               | 39               | 72               | .458             | 19               |                  |
|                  |                                     |                  |                  |                  |                  |                  |                  |
| 11               | o - Pelicans de La Nouvelle-Orléans | 31               | 41               | 72               | .431             | 21               |                  |
| 12               | o - Kings de Sacramento             | 31               | 41               | 72               | .431             | 21               |                  |
| 13               | o - Timberwolves du Minnesota       | 23               | 49               | 72               | .319             | 29               |                  |
| 14               | o - Thunder d'Oklahoma City         | 22               | 50               | 72               | .306             | 30               |                  |
| 15               | o - Rockets de Houston              | 17               | 55               | 72               | .236             | 35               |                  |

| Division Nord-Ouest           | V  | D  | MJ | V/D  | GB | Dom   | Ext   | Div |
| ----------------------------- | -- | -- | -- | ---- | -- | ----- | ----- | --- |
| z - Jazz de l'Utah            | 52 | 20 | 72 | .722 | –  | 31–5  | 21–15 | 7–5 |
| x - Nuggets de Denver         | 47 | 25 | 72 | .653 | 5  | 25–11 | 22–14 | 9–3 |
| x - Trail Blazers de Portland | 42 | 30 | 72 | .583 | 10 | 20–16 | 22–14 | 6–6 |
| o - Timberwolves du Minnesota | 23 | 49 | 72 | .319 | 29 | 13–23 | 10–26 | 5–7 |
| o - Thunder d'Oklahoma City   | 22 | 50 | 72 | .306 | 30 | 10–26 | 12–24 | 3–9 |

## Effectif

### Effectif actuel
| Timberwolves du Minnesota Effectif en fin de saison régulière  |    |                        |                        |                |
| Entraîneur : Chris Finch                                       |    |                        |                        |                |
| Arrière                                                        | 5  | Drapeau des États-Unis | Malik Beasley          | Florida State  |
| Arrière / Ailier                                               | 23 | Drapeau des États-Unis | Jarrett Culver         | Texas Tech     |
| Ailier fort / Pivot                                            | 17 | Drapeau des États-Unis | Ed Davis               | North Carolina |
| Arrière / Ailier                                               | 1  | Drapeau des États-Unis | Anthony Edwards (R)    | Géorgie        |
| Ailier fort                                                    | 41 | Drapeau de l'Espagne   | Juan Hernangómez       | Espagne        |
| Ailier / Ailier fort                                           | 10 | Drapeau des États-Unis | Jake Layman            | Maryland       |
| Ailier fort                                                    | 3  | Drapeau des États-Unis | Jaden McDaniels (R)    | Washington     |
| Meneur                                                         | 6  | Drapeau des États-Unis | Jordan McLaughlin (TW) | USC            |
| Arrière                                                        | 4  | Drapeau des États-Unis | Jaylen Nowell          | Washington     |
| Arrière / Ailier                                               | 20 | /                      | Josh Okogie            | Georgia Tech   |
| Pivot                                                          | 11 | Drapeau des États-Unis | Naz Reid               | LSU            |
| Meneur                                                         | 9  | Drapeau de l'Espagne   | Ricky Rubio            | FC Barcelone   |
| Meneur                                                         | 0  | Drapeau des États-Unis | D'Angelo Russell       | Ohio State     |
| Pivot                                                          | 32 | /                      | Karl-Anthony Towns (C) | Kentucky       |
| Ailier fort                                                    | 8  | Drapeau des États-Unis | Jarred Vanderbilt      | Kentucky       |
| (C) - Capitaine, (R) - Rookie, (TW) - Two-way contract, Blessé |    |                        |                        |                |

## Récompenses durant la saison
| Date    | Joueur          | Récompense                               |
| ------- | --------------- | ---------------------------------------- |
| 2 mars  | Anthony Edwards | ☆ Rising Stars Challenge - Team USA ☆    |
| Mars    | Anthony Edwards | Rookie du mois dans la Conférence Ouest. |
| Avril   | Anthony Edwards | Rookie du mois dans la Conférence Ouest. |
| Mai     | Anthony Edwards | Rookie du mois dans la Conférence Ouest. |
| 17 juin | Anthony Edwards | NBA All-Rookie First Team                |

## Transactions

### Changement d’entraîneur
| Date       | Ancien entraîneur | Raison départ | Date de signature | Nouvel entraîneur | Provenance                                        |
| ---------- | ----------------- | ------------- | ----------------- | ----------------- | ------------------------------------------------- |
| 21 février | Ryan Saunders     | Licencié      | 21 février        | Chris Finch       | Raptors de Toronto (Entraîneur adjoint 2020-2021) |

### Joueurs qui re-signent
| Date       | Joueur            | Contrat                            |
| ---------- | ----------------- | ---------------------------------- |
| 25/11/2020 | Malik Beasley     | Contrat de 59 700 000 $ sur 4 ans. |
| 27/11/2020 | Juan Hernangómez  | Contrat de 21 000 000 $ sur 3 ans. |
| 17/12/2020 | Jordan McLaughlin | Two-way contract                   |

### Options dans les contrats
| Date       | Joueur         | Option                                                                                 |
| ---------- | -------------- | -------------------------------------------------------------------------------------- |
| 19/11/2020 | James Johnson  | James Johnson exerce son option joueur de 16 047 100 $ pour la saison 2020-2021.       |
| 22/11/2020 | Kelan Martin   | Minnesota refuse de prolonger la "Qualifying Offer". Kelan Martin devient agent libre. |
| 28/12/2020 | Jarrett Culver | Minnesota exerce son option d'équipe de 6 395 160 $ pour la saison 2021-2022.          |
| 28/12/2020 | Josh Okogie    | Minnesota exerce son option d'équipe de 4 087 904 $ pour la saison 2021-2022.          |

### Échanges
| Novembre    | Novembre | Novembre | Novembre |
| ----------- | --- | --- | -------- |
| 19 novembre | Vers les Timberwolves du Minnesota - Droits sur Mathias Lessort (2017 #50) - Second tour de draft 2023 des Pistons                                                                                  | Vers les Clippers de Los Angeles - Droits sur Daniel Oturu (#33) | [ 22 ]   |
| 20 novembre | Échange à trois équipes | Échange à trois équipes | [ 23 ]   |
| 20 novembre | Vers les Timberwolves du Minnesota - Ricky Rubio (Du Thunder) - Droits sur Leandro Bolmaro (#23) (Des Knicks) - Droits sur Jaden McDaniels (#28) (Du Thunder)                                       | Vers le Thunder d'Oklahoma City - James Johnson (Des Timberwolves) - Droits sur Aleksej Pokuševski (#17) (Des Timberwolves) - Second tour de draft 2024 (Des Timberwolves) | [ 23 ]   |
| 20 novembre | Vers les Knicks de New York - Droits sur Immanuel Quickley (#25) (Du Thunder) - Droits sur Mathias Lessort (2017 #50) (Des Timberwolves) - Second tour de draft 2023 des Pistons (Des Timberwolves) | | [ 23 ]   |
| 24 novembre | Vers les Timberwolves du Minnesota - Ed Davis | Vers les Clippers de Los Angeles - Jacob Evans - Omari Spellman - Second tour de draft 2026                                                                                | [ 24 ]   |

### Arrivées

#### Draft
| Date       | Joueur                | Provenance                    |
| ---------- | --------------------- | ----------------------------- |
| 29/11/2020 | Anthony Edwards (#1)  | Bulldogs de la Géorgie (NCAA) |
| 29/11/2020 | Jaden McDaniels (#28) | Huskies de Washington (NCAA)  |

#### Agents libres
|  | Joueur ayant signé un contrat non-garanti, pour intégrer les camps d'entraînement de l'équipe. |

| Date       | Joueur                  | Provenance                | Contrat                                      |
| ---------- | ----------------------- | ------------------------- | -------------------------------------------- |
| 29/11/2020 | Tyler Cook              | Nuggets de Denver         | Contrat non-garanti de 1 445 697 $ sur 1 an. |
| 02/12/2020 | Ade Murkey              | Pioneers de Denver (NCAA) | Contrat non-garanti de 898 310 $ sur 1 an.   |
| 03/12/2020 | Rondae Hollis-Jefferson | Raptors de Toronto        | Contrat non-garanti de 1 620 564 $ sur 1 an. |
| 10/12/2020 | Charlie Brown           | Hawks d'Atlanta           | Contrat non-garanti de 1 445 697 $ sur 1 an. |
| 18/12/2020 | Zylan Cheatham          | Thunder d'Oklahoma City   | Contrat non-garanti de 1 445 697 $ sur 1 an. |

#### Two-way contracts
| Date       | Joueur        | Provenance                  |
| ---------- | ------------- | --------------------------- |
| 28/11/2020 | Ashton Hagans | Wildcats du Kentucky (NCAA) |

### Départs

#### Agents libres
| Date       | Joueur                  | Nouvelle équipe ¹               |
| ---------- | ----------------------- | ------------------------------- |
| 29/11/2020 | Kelan Martin            | Pacers de l'Indiana             |
| 25/01/2021 | Charlie Brown           | Wolves de l'Iowa (NBA G-League) |
| 25/01/2021 | Zylan Cheatham          | Wolves de l'Iowa (NBA G-League) |
| 25/01/2021 | Tyler Cook              | Wolves de l'Iowa (NBA G-League) |
| 25/01/2021 | Ade Murkey              | Wolves de l'Iowa (NBA G-League) |
| 08/04/2021 | Rondae Hollis-Jefferson | Trail Blazers de Portland       |

#### Joueurs coupés
|  | Joueurs non conservés après les camps d'entraînements de l'équipe. |

| Date       | Joueur                  |
| ---------- | ----------------------- |
| 18/12/2020 | Ade Murkey              |
| 19/12/2020 | Charlie Brown           |
| 19/12/2020 | Zylan Cheatham          |
| 19/12/2020 | Tyler Cook              |
| 19/12/2020 | Rondae Hollis-Jefferson |
| 13/02/2021 | Ashton Hagans           |